# Resolutie 953 Veiligheidsraad Verenigde Naties
Resolutie 953 van de Veiligheidsraad van de Verenigde Naties werd op 31 oktober 1994 unaniem aangenomen.

## Achtergrond
In 1960 werden de voormalige kolonies Brits Somaliland en Italiaans Somaliland onafhankelijk, waarna ze werden samengevoegd tot de nieuwe staat Somalië. In 1969 greep het leger de macht en werd Somalië een socialistisch-islamitisch land. 
In de jaren 1980 leidde het verzet tegen het totalitair geworden regime tot een burgeroorlog en in 1991 viel het centrale regime. Vanaf dan beheersten verschillende groeperingen elke een deel van het land en enkele delen scheurden zich ook af van Somalië.

## Inhoud
De Veiligheidsraad:
- herinnert aan resolutie 783 (1992);
- herinnert verder aan resolutie 946 waarin hij verklaarde ten gepaste tijde een missie naar Somalië te sturen voor direct overleg met de partijen over de situatie en de toekomst van de VN daarin;
- overwoog het rapport van de secretaris-generaal;
- besloot om een missie naar Somalië te sturen en haar rapport af te wachten om over de toekomst van UNOSOM II te beslissen;

1. besluit om het mandaat van UNOSOM II te verlengen tot 4 november;
2. besluit om actief op de hoogte te blijven.

## Verwante resoluties
- Resolutie 923 Veiligheidsraad Verenigde Naties
- Resolutie 952 Veiligheidsraad Verenigde Naties
- Resolutie 954 Veiligheidsraad Verenigde Naties
- Resolutie 1356 Veiligheidsraad Verenigde Naties (2001)

Lijst ·  893 ·  894 ·  895 ·  896 ·  897 ·  898 ·  899 ·  900 ·  901 ·  902 ·  903 ·  904 ·  905 ·  906 ·  907 ·  908 ·  909 ·  910 ·  911 ·  912 ·  913 ·  914 ·  915 ·  916 ·  917 ·  918 ·  919 ·  920 ·  921 ·  922 ·  923 ·  924 ·  925 ·  926 ·  927 ·  928 ·  929 ·  930 ·  931 ·  932 ·  933 ·  934 ·  935 ·  936 ·  937 ·  938 ·  939 ·  940 ·  941 ·  942 ·  943 ·  944 ·  945 ·  946 ·  947 ·  948 ·  949 ·  950 ·  951 ·  952 ·  953 ·  954 ·  955 ·  956 ·  957 ·  958 ·  959 ·  960 ·  961 ·  962 ·  963 ·  964 ·  965 ·  966 ·  967 ·  968 ·  969